# Ulmer Kometenstreit
Der Ulmer Kometenstreit des Jahres 1618 war eine wissenschaftliche Auseinandersetzung in Ulm zwischen dem Mathematiker und Ingenieur Johannes Faulhaber (1580–1635), genannt „deutscher Archimedes“, sowie dem Arzt und Philosophen Johann Remmelin (1583–1632) auf der einen und dem Direktor des Ulmer Gymnasiums Johann Baptist Hebenstreit († 1638), dem Pfarrer Zimprecht (Simpert) Wehe sowie dem Mathematiker Johann Krafft († 1620) auf der anderen Seite.
Es ging dabei – kurz nach Ausbruch des Dreißigjährigen Krieges – um die Frage, ob die Kometen, die in jenem Jahr 1618 am Himmel erschienen (darunter der von Johannes Kepler entdeckte C/1618 W1), „wunderbare Zeichen“ waren, die den Zorn Gottes und seine Strafe ankündigten, oder ob es natürliche Erscheinungen ohne jeglichen Einfluss auf Krieg und Tod, Hunger und Elend waren.
Am 18. Oktober 1619 fand zur Klärung der Streitfragen in Ulm ein entsprechendes Kolloquium einiger Wissenschaftler statt, darunter war auch der Mathematiker René Descartes (1596–1650). Es heißt, dieses Kolloquium sei „durchaus versöhnlich ausgegangen …. mit dem Versprechen, sich künftig als christliche Brüder zu achten“, was wohl als ein Unentschieden gedeutet werden kann.